# Zoonose

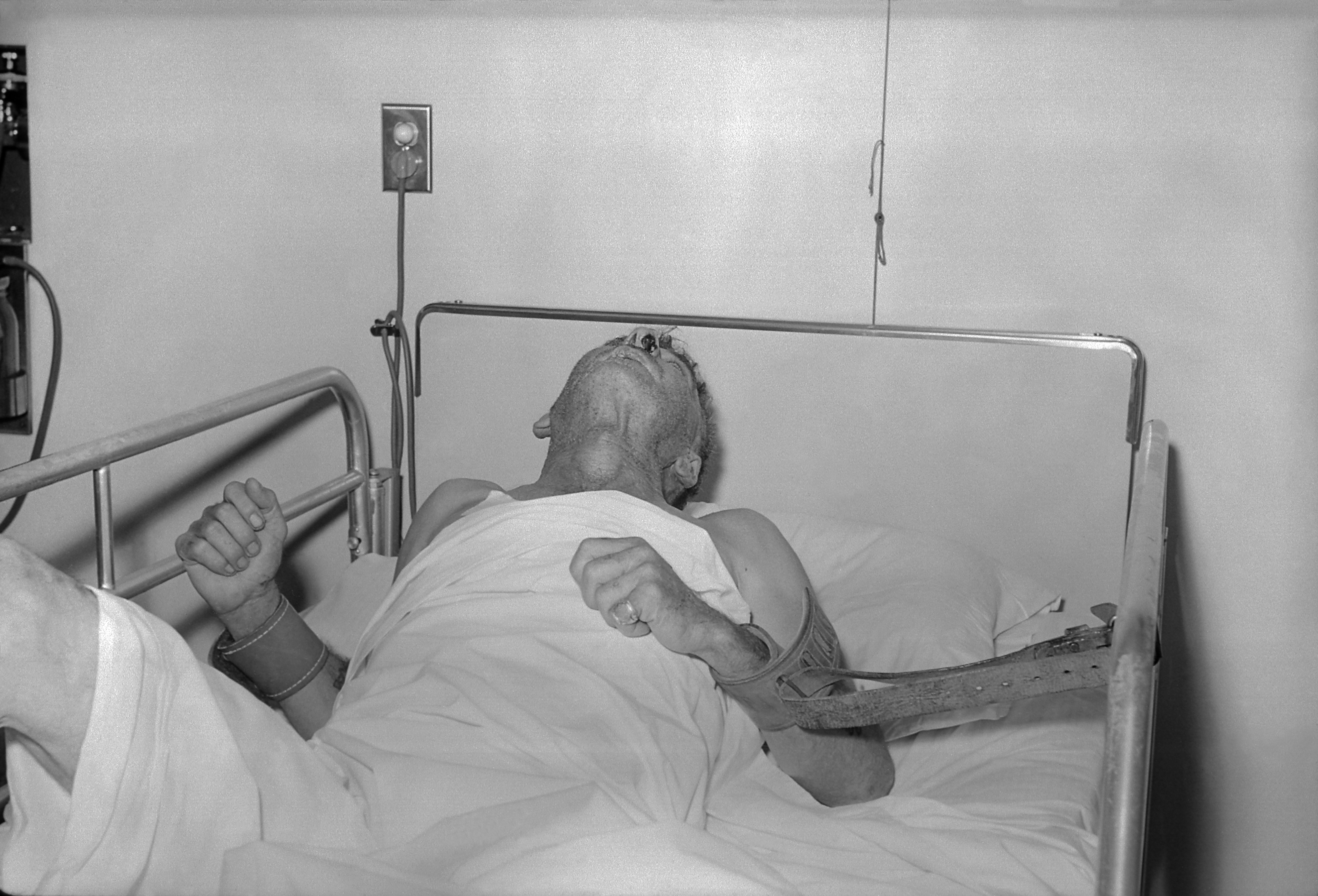
Paciente com raiva em agitação

Zoonoses são doenças infecciosas capazes de ser naturalmente transmitidas entre outros animais e seres humanos. Os agentes que desencadeiam essas afecções podem ser micro-organismos diversos, como bactérias, fungos, vírus, helmintos e rickettsias. Podem ser antropozoonoses, que são doenças primárias nos animais e podem ser transmitidas também aos humanos, e zooantroponoses, que são doenças primárias em humanos e podem ser transmitidas aos outros animais.

## Características
O termo antropozoonose se aplica a doenças em que a participação humana no ciclo do parasito é apenas acidental, ou secundária, como ocorre na hidatidose. Nessa parasitose, o ciclo se completa entre cães, que hospedam a forma adulta do parasito, e carneiros, que abrigam a forma larvária. O homem, ao ingerir os ovos provenientes do cão, passa a comportar-se como hospedeiro intermediário, no qual só se desenvolve a forma larvária. O termo zooantroponose se aplica a parasitoses próprias do homem, que acidentalmente podem transferir-se para animais. É o exemplo da amebíase causada pela Entamoeba histolytica, que acidentalmente pode manifestar-se em cães.
Existem, no entanto, muitos parasitos que não causam doenças em animais mas que, transmitidos ao homem, encontram nesse novo hospedeiro melhores condições de desenvolvimento e multiplicam-se ativamente, aproveitando-se das insuficiências defensivas desse último e acarretando graves lesões. As variantes dessa situação, envolvendo o homem, o agente etiológico e os animais reservatórios, são muito frequentes na natureza.
Nas comunidades selvagens o parasito ocupa seu lugar hospedado em animais e transmitido por artrópodes hematófagos. A esse ambiente dá-se o nome de nicho ecológico da doença. A leishmaniose cutâneo-mucosa, doença causada por um protozoário, a Leishmania braziliensis, tem seu ciclo de desenvolvimento entre os roedores (hospedeiros), a Leishmania (parasito) e os flebótomos (transmissores), pequenos insetos hematófagos que vivem na copa das árvores. A doença se mantém dessa forma na natureza até a chegada do homem que, para construir estradas e edificações, derruba árvores e permite que o flebótomo possa alcançá-lo e lhe transmita o parasito.

## Importância
As zoonoses têm enorme importância tanto na saúde pública quanto econômica e social - de acordo com a Organização Pan-Americana da Saúde, dos 1415 patógenos humanos conhecidos 61% deles são zoonóticos.

## Dia Mundial das Zoonoses
No dia 6 de julho é comemorado o Dia Mundial das Zoonoses, com o objetivo de alertar sobre os perigos dessas doenças. A data foi escolhida porque, em 6 de julho de 1885, o cientista Louis Pasteur inoculou a primeira vacina contra a raiva (vacina antirrábica).